# Aelurostrongylus abstrusus
Aelurostrongylus abstrusus  behoort tot de meest voorkomende soorten longwormen bij katten. De volwassenen worm is tussen de 7 (mannen) en 10 mm (vrouwtje) lang. Ze komen in alle werelddelen voor. Bij katten in Duitsland en Denemarken bleek in een studie uit 2009 dat deze longworm voorkomt bij 5,6% van de dieren.

## Levenscyclus
De volwassen longwormen leven in de longen van de gastheer (de kat). De eitjes worden afgezet in de longblaasjes en daar komen de larven uit het ei. Larven in dit stadium (stadium I) kruipen naar boven in de luchtwegen en komen dan via de mond in het maag-darmstelsel van het dier en worden daarna uitgescheiden.
Deze stadium I larven kunnen ongeveer twee weken buiten een gastheer leven, maar moeten binnen die tijd een slak vinden die als een tussengastheer dienstdoet. De slak wordt geïnfecteerd als hij met zijn slijmerige voet over een larve kruipt. Dan dringt de larve de slak binnen en ontwikkelt zich in de slak tot een stadium II larve na ongeveer 12 dagen en tot stadium III na ongeveer 18 dagen. Stadium III larven kunnen wel twee jaar lang binnen de slak overleven.
Om de levenscyclus te voltooien moet de geïnfecteerde slak nu worden opgegeten door een vogel, een muis, een reptiel etc. Deze dieren dienen alleen maar als "transportgastheer". Ze verblijven daar als ingekapselde larve (cyste). Als deze gastheer wordt opgegeten door een kat, dan dringen de larven via de maag- of darmwand het hart en vaatstelsel binnen en bereiken zo binnen 24 uur de longen. Na ongeveer één of anderhalve maand worden de wormen volwassen en leggen daar hun eieren, daarmee is de cyclus rond. Een kat kan 2 tot 7 maanden lang op die manier een infectiebron zijn.

## Diagnose en behandeling
Een longworminfectie bij katten veroorzaakt zelden duidelijk zichtbare ziekteverschijnselen. De symptomen bij een zware infectie zijn niet specifiek. De kat is wat verzwakt, vertoont chronische hoest en afscheidingen uit de neus en ogen. De diagnose kan alleen met een röntgenfoto van de borst en speciale tests worden gesteld. De bestrijding van de infectie wordt uitgevoerd met anti-wormmiddelen zoals fenbendazol , emodepside of ivermectine.